# Gliese 1002 c
Gliese 1002 c (GJ 1002 c) è un pianeta extrasolare che orbita attorno alla nana rossa Gliese 1002, distante 16 anni luce dal sistema solare. È stato scoperto nel 2022 con il metodo della velocità radiale assieme ad un altro pianeta, Gliese 1002 b.

## Scoperta
La scoperta è stata annunciata nel dicembre 2022 da un gruppo di astronomi guidato da Alejandro Suárez Mascareño, dopo diverse misurazioni sulla variazione della velocità radiale della stella effettuate con gli spettrografi ESPRESSO, montato sul Very Large Telescope all'osservatorio del Paranal in Cile, e CARMENES, installato sul telescopio da 3,5 metri dell'osservatorio di Calar Alto, in Spagna.

## Caratteristiche
Gliese 1002 c è un pianeta terrestre, la sua massa minima è del 36% superiore a quella terrestre. Orbita a 0,0738 UA (11 milioni di chilometri) dalla stella madre, una piccola e fredda nana rossa di tipo spettrale M5.5, in un periodo di 21,2 giorni. 

### Abitabilità
Come il pianeta più interno è situato nella zona abitabile, sebbene nei pressi del suo limite esterno; a quella distanza dalla stella riceve solo il 26% della radiazione che riceve la Terra dal Sole, e la sua temperatura di equilibrio è di 181 K secondo il team che ha annunciato la scoperta, e di 205 K secondo il Planetary Habitability Laboratory dell'Università di Porto Rico ad Arecibo. Nonostante il basso irraggiamento, inferiore a quello di Marte, essendo più massiccio della Terra è possibile che sia dotato di un'atmosfera più spessa, in grado di creare un effetto serra più marcato rispetto al nostro pianeta e in grado di innalzare sensibilmente la temperatura superficiale, consentendo la presenza di acqua liquida in superficie ed essere potenzialmente abitabile. 
Data la vicinanza della stella entrambi i pianeti attorno a Gliese 1002 possono essere obiettivi per futuri studi sulle loro atmosfere, in particolare Gliese 1002 c può essere il principale obiettivo per la ricerca di ossigeno tramite lo spettrografo ANDES, progettato per essere usato con l'Extremely Large Telescope, il futuro telescopio di nuova generazione dell'ESO.